# Districte de Saverne
El Districte de Saverne (alsacià Zàwere) és un dels 5 districtes amb què es divideix el departament francès del Baix Rin, a la regió del Gran Est. Té 3 cantons i 163 municipis. El cap del districte és la sotsprefectura de Saverne.

## Composició

### Cantons
- Bouxwiller
- Ingwiller
- Saverne (en part)

### Municipis
Els municipis del districte de Saverne, i el seu codi INSEE, son:
1. Adamswiller
2. Alteckendorf
3. Altenheim
4. Altwiller
5. Asswiller
6. Baerendorf
7. Berg
8. Berstett
9. Bettwiller
10. Bischholtz
11. Bissert
12. Bosselshausen
13. Bossendorf
14. Bouxwiller
15. Burbach
16. Bust
17. Buswiller
18. Butten
19. Dehlingen
20. Dettwiller
21. Diedendorf
22. Diemeringen
23. Dimbsthal
24. Dingsheim
25. Domfessel
26. Dossenheim-Kochersberg
27. Dossenheim-sur-Zinsel
28. Drulingen
29. Duntzenheim
30. Durningen
31. Durstel
32. Eckartswiller
33. Erckartswiller
34. Ernolsheim-lès-Saverne
35. Eschbourg
36. Eschwiller
37. Ettendorf
38. Eywiller
39. Fessenheim-le-Bas
40. Friedolsheim
41. Frohmuhl
42. Furchhausen
43. Furdenheim
44. Geiswiller-Zœbersdorf
45. Gœrlingen
46. Gottenhouse
47. Gottesheim
48. Gougenheim
49. Grassendorf
50. Griesheim-sur-Souffel
51. Gungwiller
52. Haegen
53. Handschuheim
54. Harskirchen
55. Hattmatt
56. Hengwiller
57. Herbitzheim
58. Hinsbourg
59. Hinsingen
60. Hirschland
61. Hochfelden
62. Hohfrankenheim
63. Hurtigheim
64. Ingenheim
65. Ingwiller
66. Issenhausen
67. Ittenheim
68. Keskastel
69. Kienheim
70. Kirrberg
71. Kirrwiller
72. Kleingœft
73. Kuttolsheim
74. Landersheim
75. Lichtenberg
76. Littenheim
77. Lixhausen
78. Lochwiller
79. Lohr
80. Lorentzen
81. Lupstein
82. Mackwiller
83. Maennolsheim
84. Marmoutier
85. Melsheim
86. Menchhoffen
87. Minversheim
88. Monswiller
89. Mulhausen
90. Mutzenhouse
91. Neugartheim-Ittlenheim
92. Neuwiller-lès-Saverne
93. Niedersoultzbach
94. Obermodern-Zutzendorf
95. Obersoultzbach
96. Oermingen
97. Ottersthal
98. Otterswiller
99. Ottwiller
100. Petersbach
101. La Petite-Pierre
102. Pfalzweyer
103. Pfulgriesheim
104. Printzheim
105. Puberg
106. Quatzenheim
107. Ratzwiller
108. Rauwiller
109. Reinhardsmunster
110. Reipertswiller
111. Reutenbourg
112. Rexingen
113. Rimsdorf
114. Ringeldorf
115. Ringendorf
116. Rohr
117. Rosteig
118. Saessolsheim
119. Saint-Jean-Saverne
120. Sarre-Union
121. Sarrewerden
122. Saverne
123. Schalkendorf
124. Scherlenheim
125. Schillersdorf
126. Schnersheim
127. Schœnbourg
128. Schopperten
129. Schwenheim
130. Schwindratzheim
131. Siewiller
132. Siltzheim
133. Sommerau
134. Sparsbach
135. Steinbourg
136. Struth
137. Stutzheim-Offenheim
138. Thal-Drulingen
139. Thal-Marmoutier
140. Tieffenbach
141. Truchtersheim
142. Uttwiller
143. Vœllerdingen
144. Volksberg
145. Waldhambach
146. Waldolwisheim
147. Waltenheim-sur-Zorn
148. Weinbourg
149. Weislingen
150. Weiterswiller
151. Westhouse-Marmoutier
152. Weyer
153. Wickersheim-Wilshausen
154. Willgottheim
155. Wilwisheim
156. Wimmenau
157. Wingen-sur-Moder
158. Wingersheim-les-Quatre-Bans
159. Wintzenheim-Kochersberg
160. Wiwersheim
161. Wolfskirchen
162. Wolschheim
163. Zittersheim